# Séries éliminatoires de la Coupe Stanley 1939
Année précédente Année suivante
Les séries éliminatoires de la Coupe Stanley 1939 font suite à la saison 1938-1939 de la Ligue nationale de hockey. Les Bruins de Boston remportent la Coupe Stanley en battant en finale les Maple Leafs de Toronto sur le score de 4 matchs à 1.

## Tableau récapitulatif
|  | Quarts de finale | Quarts de finale      | Quarts de finale | Quarts de finale    |   |         | Demi-finales | Demi-finales | Demi-finales | Demi-finales |  |  | Finale | Finale | Finale | Finale |
|  |                  |                       |                  |                     |   |         |              |              |              |              |  |  |        |        |        |        |
|  |                  |                       |                  |                     |   |         |              |              |              |              |  |  |        |        |        |        |
|  |                  |                       |                  |                     |   |         |              |              |              |              |  |  |        |        |        |        |
|  |                  |                       |                  |                     |   |         |              |              |              |              |  |  |        |        |        |        |
|  |                  |                       |                  |                     |   |         |              |              |              |              |  |  |        |        |        |        |
|  |                  |                       |                  |                     |   |         |              |              |              |              |  |  |        |        |        |        |
|  | 1                | Boston                | 4                | 4                   |   |         |              |              |              |              |  |  |        |        |        |        |
|  | 1                | Boston                | 4                | 4                   |   |         |              |              |              |              |  |  |        |        |        |        |
|  |                  |                       | 2                | Rangers de New York | 3 | 3       |              |              |              |              |  |  |        |        |        |        |
|  |                  |                       |                  |                     | 3 | 3       |              |              |              |              |  |  |        |        |        |        |
|  |                  |                       |                  |                     |   |         |              |              |              |              |  |  |        |        |        |        |
|  |                  |                       |                  |                     |   |         |              |              |              |              |  |  |        |        |        |        |
|  | 1                | Boston                | 4                | 4                   |   |         |              |              |              |              |  |  |        |        |        |        |
|  | 1                | Boston                | 4                | 4                   |   |         |              |              |              |              |  |  |        |        |        |        |
|  |                  |                       | 3                | Toronto             | 1 | 1       |              |              |              |              |  |  |        |        |        |        |
|  | 3                | Toronto               | 3                | Toronto             | 1 | 1       | 2            | 2            |              |              |  |  |        |        |        |        |
|  | 3                | Toronto               |                  |                     |   |         |              |              |              |              |  |  |        |        |        |        |
|  | 4                | Americans de New York | 0                | 0                   |   |         |              |              |              |              |  |  |        |        |        |        |
|  | 4                | Americans de New York | 0                | 0                   | 3 | Toronto | 2            | 2            |              |              |  |  |        |        |        |        |
|  |                  |                       |                  |                     | 3 | Toronto | 2            | 2            |              |              |  |  |        |        |        |        |
|  |                  |                       | 5                | Détroit             | 1 | 1       |              |              |              |              |  |  |        |        |        |        |
|  | 5                | Détroit               | 5                | Détroit             | 1 | 1       | 2            | 2            |              |              |  |  |        |        |        |        |
|  | 5                | Détroit               |                  |                     |   |         |              | 2            |              |              |  |  |        |        |        |        |
|  | 6                | Montréal              | 1                | 1                   |   |         |              |              |              |              |  |  |        |        |        |        |
|  | 6                | Montréal              | 1                | 1                   |   |         |              |              |              |              |  |  |        |        |        |        |
|  |                  |                       |                  |                     |   |         |              |              |              |              |  |  |        |        |        |        |

## Détails des séries

### Quarts de finale

#### Toronto contre Americans de New York
| 21 mars | Maple Leafs de Toronto | 4-0 (1-0, 2-0, 1-0) | Americans de New York | Maple Leaf Gardens |

| Feuille de match | Feuille de match | Feuille de match | Feuille de match | Feuille de match                             |
| ---------------- | --- | ---------------- | ---------------- | -------------------------------------------- |
|                  | Kelly (Metz) — 4 min 9 s Langelle (Apps) — 30 min 46 s Apps (Drillon, Hamilton) — 34 min 47 s Drillon (Apps, Horner) — 42 min 31 s | 1-0 2-0 3-0 4-0  |                  | Arbitrage : Clarence Campbell Rabbit McVeigh |
| Broda            | Gardiens | Moore            |                  | Arbitrage : Clarence Campbell Rabbit McVeigh |
|                  | |                  |                  | Arbitrage : Clarence Campbell Rabbit McVeigh |
|                  | |                  |                  | Arbitrage : Clarence Campbell Rabbit McVeigh |

| 23 mars | Americans de New York | 0-2 (0-0, 0-0, 0-2) | Maple Leafs de Toronto | Madison Square Garden |

| Feuille de match | Feuille de match | Feuille de match | Feuille de match                                                                      | Feuille de match                      |
| ---------------- | ---------------- | ---------------- | ------------------------------------------------------------------------------------- | ------------------------------------- |
|                  |                  | 0-1 0-2          | Drillon (Davidson, Langelle) — 43 min 18 s Marker (Romnes, Chamberlain) — 58 min 12 s | Arbitrage : Mickey Ion Rabbit McVeigh |
| Moore            | Gardiens         | Broda            |                                                                                       | Arbitrage : Mickey Ion Rabbit McVeigh |
|                  |                  |                  |                                                                                       | Arbitrage : Mickey Ion Rabbit McVeigh |
|                  |                  |                  |                                                                                       | Arbitrage : Mickey Ion Rabbit McVeigh |

#### Détroit contre Montréal
| 21 mars | Canadiens de Montréal | 2-0 (0-0, 2-0, 0-0) | Red Wings de Détroit | Forum de Montréal |

| Feuille de match | Feuille de match                                                    | Feuille de match | Feuille de match | Feuille de match                    |
| ---------------- | ------------------------------------------------------------------- | ---------------- | ---------------- | ----------------------------------- |
|                  | Blake (Gagnon) — 33 min 31 s Trudel (Drouin, Lorrain) — 37 min 25 s | 1-0 2-0          |                  | Arbitrage : A.G. Smith Clarence Day |
| Bourque          | Gardiens                                                            | Thompson         |                  | Arbitrage : A.G. Smith Clarence Day |
|                  |                                                                     |                  |                  | Arbitrage : A.G. Smith Clarence Day |
|                  |                                                                     |                  |                  | Arbitrage : A.G. Smith Clarence Day |

| 23 mars | Red Wings de Détroit | 7-3 (1-1, 2-2, 4-0) | Canadiens de Montréal | Olympia Stadium |

| Feuille de match | Feuille de match | Feuille de match                        | Feuille de match                                                                                     | Feuille de match                            |
| ---------------- | --- | --------------------------------------- | --- | ------------------------------------------- |
|                  | Kilrea (Abel, Jones) — 6 min 49 s Barry (C. Conacher) — 20 min 32 s Howe (C. Conacher, Geisebrecht) — 21 min 2 s Howe (C. Conacher) — 53 min 44 s Howe — 54 min 39 s Abel (Kilrea) — 57 min 2 s Wares (Geisebrecht) — 58 min 30 s | 1-0 1-1 2-1 3-1 3-2 3-3 4-3 5-3 6-3 7-3 | Buswell (Lorrain) — 18 min 43 s Buswell (Blake, Gagnon) — 27 min 53 s Mondou (Lorrain) — 34 min 22 s | Arbitrage : Clarence Campbell Don MacFayden |
| Thompson         | Gardiens | Bourque                                 | | Arbitrage : Clarence Campbell Don MacFayden |
|                  | |                                         | | Arbitrage : Clarence Campbell Don MacFayden |
|                  | |                                         | | Arbitrage : Clarence Campbell Don MacFayden |

| 26 mars | Red Wings de Détroit | 1-0 (pr) (0-0, 0-0, 0-0, 1-0) | Canadiens de Montréal | Olympia Stadium 11 312 spectateurs |

| Feuille de match | Feuille de match                         | Feuille de match | Feuille de match | Feuille de match                    |
| ---------------- | ---------------------------------------- | ---------------- | ---------------- | ----------------------------------- |
|                  | Barry (C. Conacher, Lewis) — 67 min 44 s | 1-0              |                  | Arbitrage : Mickey Ion Clarence Day |
| Thompson         | Gardiens                                 | Bourque          |                  | Arbitrage : Mickey Ion Clarence Day |
|                  |                                          |                  |                  | Arbitrage : Mickey Ion Clarence Day |
|                  |                                          |                  |                  | Arbitrage : Mickey Ion Clarence Day |

### Demi-finales

#### Boston contre Rangers de New York
| 21 mars | Rangers de New York | 1-2 (3 pr) (0-0, 1-0, 0-1, 0-0, 0-0, 0-1) | Bruins de Boston | Madison Square Garden 16 000 spectateurs |

| Feuille de match | Feuille de match                            | Feuille de match | Feuille de match                                                         | Feuille de match                    |
| ---------------- | ------------------------------------------- | ---------------- | ------------------------------------------------------------------------ | ----------------------------------- |
|                  | Shibicky (Pratt, N. Colville) — 38 min 17 s | 1-0 1-1 1-2      | Cowley (Clapper, R. Conacher) — 44 min 50 s Hill (Cowley) — 119 min 25 s | Arbitrage : Mickey Ion Don McFadyen |
| Kerr             | Gardiens                                    | Brimsek          |                                                                          | Arbitrage : Mickey Ion Don McFadyen |
|                  |                                             |                  |                                                                          | Arbitrage : Mickey Ion Don McFadyen |
|                  |                                             |                  |                                                                          | Arbitrage : Mickey Ion Don McFadyen |

| 23 mars | Bruins de Boston | 3-2 (pr) (2-0, 0-1, 0-1, 1-0) | Rangers de New York | Boston Garden 16 702 spectateurs |

| Feuille de match | Feuille de match                                                                                                | Feuille de match    | Feuille de match                                     | Feuille de match                        |
| ---------------- | --- | ------------------- | ---------------------------------------------------- | --------------------------------------- |
|                  | R. Conacher (Shore, Hollett) — 18 min 15 s Cowley (R. Conacher, Hill) — 19 min 13 s Hill (Cowley) — 68 min 21 s | 1-0 2-0 2-1 2-2 3-2 | Shibicky — 34 min 20 s Hiller (Watson) — 57 min 16 s | Arbitrage : Norman Lamport Clarence Day |
| Brimsek          | Gardiens | Gardiner            |                                                      | Arbitrage : Norman Lamport Clarence Day |
|                  | |                     |                                                      | Arbitrage : Norman Lamport Clarence Day |
|                  | |                     |                                                      | Arbitrage : Norman Lamport Clarence Day |

| 26 mars | Bruins de Boston | 4-1 (1-0, 1-1, 2-0) | Rangers de New York | Boston Garden 17 000 spectateurs |

| Feuille de match | Feuille de match                                                                                               | Feuille de match    | Feuille de match   | Feuille de match                      |
| ---------------- | --- | ------------------- | ------------------ | ------------------------------------- |
|                  | Pettinger (Hollett, Getliffe) — 7 min 38 s Schmidt (Dumart) — 20 min 25 s Schmidt — 50 min Cowley — 52 min 6 s | 1-0 2-0 2-1 3-1 4-1 | Pratt — 36 min 6 s | Arbitrage : A.G. Smith Rabbit McVeigh |
| Brimsek          | Gardiens | Gardiner            |                    | Arbitrage : A.G. Smith Rabbit McVeigh |
|                  | |                     |                    | Arbitrage : A.G. Smith Rabbit McVeigh |
|                  | |                     |                    | Arbitrage : A.G. Smith Rabbit McVeigh |

| 28 mars | Rangers de New York | 2-1 (1-1, 1-0, 0-0) | Bruins de Boston | Madison Square Garden 15 692 spectateurs |

| Feuille de match | Feuille de match                                                                   | Feuille de match | Feuille de match               | Feuille de match                    |
| ---------------- | ---------------------------------------------------------------------------------- | ---------------- | ------------------------------ | ----------------------------------- |
|                  | M. Colville (Shibicky, Carse) — 8 min 56 s L. Patrick (Smith, Heller) — 30 min 2 s | 0-1 1-1 2-1      | Schmidt (Bauer, Dumart) — 49 s | Arbitrage : Mickey Ion Don McFadyen |
| Gardiner         | Gardiens                                                                           | Brimsek          |                                | Arbitrage : Mickey Ion Don McFadyen |
|                  |                                                                                    |                  |                                | Arbitrage : Mickey Ion Don McFadyen |
|                  |                                                                                    |                  |                                | Arbitrage : Mickey Ion Don McFadyen |

| 30 mars | Bruins de Boston | 1-2 (pr) (1-1, 0-0, 0-0, 0-1) | Rangers de New York | Boston Garden |

| Feuille de match | Feuille de match                     | Feuille de match | Feuille de match                               | Feuille de match                        |
| ---------------- | ------------------------------------ | ---------------- | ---------------------------------------------- | --------------------------------------- |
|                  | Bauer (Dumart, Schmidt) — 7 min 39 s | 0-1 1-1 1-2      | Coulter — 6 min 20 s Smith (L. Patrick, Pratt) | Arbitrage : Norman Lamport Don McFadyen |
| Brimsek          | Gardiens                             | Gardiner         |                                                | Arbitrage : Norman Lamport Don McFadyen |
|                  |                                      |                  |                                                | Arbitrage : Norman Lamport Don McFadyen |
|                  |                                      |                  |                                                | Arbitrage : Norman Lamport Don McFadyen |

| 1er avril | Rangers de New York | 3-1 (0-0, 1-1, 2-0) | Bruins de Boston | Madison Square Garden |

| Feuille de match | Feuille de match | Feuille de match | Feuille de match            | Feuille de match                        |
| ---------------- | --- | ---------------- | --------------------------- | --------------------------------------- |
|                  | Watson (Hextall) — 34 min 8 s Carse (Smith, Coulter) — 45 min 57 s Shibicky (M. Colville, N. Colville) — 49 min 25 s | 0-1 1-1 2-1 3-1  | Hill (Cowley) — 31 min 40 s | Arbitrage : Norman Lamport Don McFadyen |
| Gardiner         | Gardiens | Brimsek          |                             | Arbitrage : Norman Lamport Don McFadyen |
|                  | |                  |                             | Arbitrage : Norman Lamport Don McFadyen |
|                  | |                  |                             | Arbitrage : Norman Lamport Don McFadyen |

| 3 avril | Bruins de Boston | 2-1 (2 pr) (0-0, 1-1, 0-0, 0-0, 1-0) | Rangers de New York | Boston Garden |

| Feuille de match | Feuille de match                                                      | Feuille de match | Feuille de match                       | Feuille de match                    |
| ---------------- | --------------------------------------------------------------------- | ---------------- | -------------------------------------- | ----------------------------------- |
|                  | Getliffe (Pettinger) — 35 min 2 s Hill (Cowley, R. Conacher) — 88 min | 1-0 1-1 2-1      | M. Patrick (M. Colville) — 37 min 45 s | Arbitrage : Mickey Ion Don McFadyen |
| Brimsek          | Gardiens                                                              | Gardiner         |                                        | Arbitrage : Mickey Ion Don McFadyen |
|                  |                                                                       |                  |                                        | Arbitrage : Mickey Ion Don McFadyen |
|                  |                                                                       |                  |                                        | Arbitrage : Mickey Ion Don McFadyen |

#### Toronto contre Détroit
| 28 mars | Maple Leafs de Toronto | 4-1 (2-0, 2-1, 0-0) | Red Wings de Détroit | Maple Leaf Gardens |

| Feuille de match | Feuille de match | Feuille de match    | Feuille de match          | Feuille de match                             |
| ---------------- | --- | ------------------- | ------------------------- | -------------------------------------------- |
|                  | Metz (Langelle) — 5 min 3 s Drillon (Apps, Chamberlain) — 9 min 35 s Metz (Drillon, Chamberlain) — 22 min 52 s Drillon (Apps) — 23 min 40 s | 1-0 2-0 3-0 4-0 4-1 | Barry (Howe) — 34 min 5 s | Arbitrage : Clarence Campbell Fred Stevenson |
| Broda            | Gardiens | Thompson            |                           | Arbitrage : Clarence Campbell Fred Stevenson |
|                  | |                     |                           | Arbitrage : Clarence Campbell Fred Stevenson |
|                  | |                     |                           | Arbitrage : Clarence Campbell Fred Stevenson |

| 30 mars | Red Wings de Détroit | 3-1 (3-1, 0-0, 0-0) | Maple Leafs de Toronto | Olympia Stadium |

| Feuille de match | Feuille de match                                                                                          | Feuille de match | Feuille de match                  | Feuille de match                      |
| ---------------- | --- | ---------------- | --------------------------------- | ------------------------------------- |
|                  | C. Conacher (Deacon) — 3 min 47 s Deacon (Grosso, C. Conacher) — 12 min 11 s Lewis (Kilrea) — 13 min 14 s | 1-0 1-1 2-1 3-1  | Drillon (Apps, Metz) — 8 min 47 s | Arbitrage : A.G. Smith Fred Stevenson |
| Thompson         | Gardiens                                                                                                  | Broda            |                                   | Arbitrage : A.G. Smith Fred Stevenson |
|                  | |                  |                                   | Arbitrage : A.G. Smith Fred Stevenson |
|                  | |                  |                                   | Arbitrage : A.G. Smith Fred Stevenson |

| 1er avril | Maple Leafs de Toronto | 5-4 (pr) (2-1, 0-1, 2-2, 1-0) | Red Wings de Détroit | Olympia Stadium |

| Feuille de match | Feuille de match | Feuille de match                    | Feuille de match | Feuille de match |
| ---------------- | --- | ----------------------------------- | --- | ---------------- |
|                  | Metz (Chamberlain, Drillon) — 5 min 4 s Drillon (Apps) — 17 min 49 s Davidson (Hamilton, Drillon) — 48 min 20 s Chamberlain (Horner, Fowler) — 49 min 24 s Drillon — 65 min 42 s | 1-0 1-1 2-1 2-2 2-3 3-3 4-3 4-4 5-4 | Grosso (Motter) — 15 min 14 s Deacon (Lewis, Barry) — 36 min 41 s C. Conacher (Lewis, Young) — 44 min 46 s Kilrea (Grosso) — 51 min 7 s |                  |
| Broda            | Gardiens | Thompson                            | |                  |
|                  | |                                     | |                  |
|                  | |                                     | |                  |

### Finale
| 6 avril | Bruins de Boston | 2-1 (1-0, 0-0, 1-1) | Maple Leafs de Toronto | Boston Garden 16 523 spectateurs |

| Feuille de match | Feuille de match                                            | Feuille de match | Feuille de match                      | Feuille de match                       |
| ---------------- | ----------------------------------------------------------- | ---------------- | ------------------------------------- | -------------------------------------- |
|                  | Dumart (Shore, Bauer) — 16 min 1 s (SN) Bauer — 55 min 31 s | 1-0 1-1 2-1      | Horner (Marker, Romnes) — 53 min 54 s | Arbitrage : Mickey Ion Charles McVeigh |
| Brimsek          | Gardiens                                                    | Broda            |                                       | Arbitrage : Mickey Ion Charles McVeigh |
|                  |                                                             |                  |                                       | Arbitrage : Mickey Ion Charles McVeigh |
|                  |                                                             |                  |                                       | Arbitrage : Mickey Ion Charles McVeigh |

| 9 avril | Bruins de Boston | 2-3 (pr) (2-0, 0-2, 0-0, 0-1) | Maple Leafs de Toronto | Boston Garden 16 859 spectateurs |

| Feuille de match | Feuille de match                                                              | Feuille de match    | Feuille de match | Feuille de match                         |
| ---------------- | ----------------------------------------------------------------------------- | ------------------- | --- | ---------------------------------------- |
|                  | R. Conacher (Cowley, Hollett) — 35 min 5 s Hill (Cowley, Shore) — 36 min 16 s | 1-0 2-0 2-1 2-2 2-3 | Chamberlain (Kampman, Drillon) — 8 min 55 s (SN) Apps Sr. (Metz, Drillon) — 9 min 29 s (SN) Romnes (Marker, Jackson) — 70 min 38 s | Arbitrage : Norm Lamport Donnie McFayden |
| Brimsek          | Gardiens                                                                      | Broda               | | Arbitrage : Norm Lamport Donnie McFayden |
|                  |                                                                               |                     | | Arbitrage : Norm Lamport Donnie McFayden |
|                  |                                                                               |                     | | Arbitrage : Norm Lamport Donnie McFayden |

| 11 avril | Maple Leafs de Toronto | 1-3 (0-0, 0-0, 1-3) | Bruins de Boston | Maple Leaf Gardens 14 455 spectateurs |

| Feuille de match | Feuille de match              | Feuille de match | Feuille de match                                                                                             | Feuille de match                       |
| ---------------- | ----------------------------- | ---------------- | --- | -------------------------------------- |
|                  | Marker (Romnes) — 59 min 11 s | 0-1 0-2 0-3 1-3  | Bauer (Schmidt) — 41 min 28 s R. Conacher (Cowley) — 48 min 12 s Crawford (R. Conacher, Cowley) — 53 min 2 s | Arbitrage : Mickey Ion Charles McVeigh |
| Broda            | Gardiens                      | Brimsek          | | Arbitrage : Mickey Ion Charles McVeigh |
|                  |                               |                  | | Arbitrage : Mickey Ion Charles McVeigh |
|                  |                               |                  | | Arbitrage : Mickey Ion Charles McVeigh |

| 13 avril | Maple Leafs de Toronto | 0-2 (0-1, 0-0, 0-1) | Bruins de Boston | Maple Leaf Gardens 14 173 spectateurs |

| Feuille de match | Feuille de match | Feuille de match | Feuille de match                                                              | Feuille de match                         |
| ---------------- | ---------------- | ---------------- | ----------------------------------------------------------------------------- | ---------------------------------------- |
|                  |                  | 0-1 0-2          | R. Conacher (Hill) — 2 min 21 s (SN) R. Conacher (Cowley, Hill) — 52 min 55 s | Arbitrage : Norm Lamport Donnie McFayden |
| Broda            | Gardiens         | Brimsek          |                                                                               | Arbitrage : Norm Lamport Donnie McFayden |
|                  |                  |                  |                                                                               | Arbitrage : Norm Lamport Donnie McFayden |
|                  |                  |                  |                                                                               | Arbitrage : Norm Lamport Donnie McFayden |

| 16 avril | Bruins de Boston | 3-1 (1-1, 1-0, 1-0) | Maple Leafs de Toronto | Boston Garden 16 891 spectateurs |

| Feuille de match | Feuille de match | Feuille de match | Feuille de match                    | Feuille de match                       |
| ---------------- | --- | ---------------- | ----------------------------------- | -------------------------------------- |
|                  | Hill (R. Conacher, Cowley) — 11 min 40 s (SN) R. Conacher (Cowley, Shore) — 37 min 54 s Hollett (Schmidt, Crawford) — 59 min 23 s | 1-0 1-1 2-1 3-1  | Kampman (Romnes) — 18 min 40 s (SN) | Arbitrage : Mickey Ion Charles McVeigh |
| Brimsek          | Gardiens | Broda            |                                     | Arbitrage : Mickey Ion Charles McVeigh |
|                  | |                  |                                     | Arbitrage : Mickey Ion Charles McVeigh |
|                  | |                  |                                     | Arbitrage : Mickey Ion Charles McVeigh |